# Пихтач (разъезд)
Пихтач — разъезд (тип населённого пункта) в Тайгинском городском округе Кемеровской области России.

## История
Согласно «Списку населённых мест Сибирского края» основан в 1875 году, достоверность чего оспаривается краеведом Косовцом В. И. на основе отсутствия данных о населённом пункте в «Списках населённых мест Томской губернии» за 1878—1911 года. При одноименном разъезде. Согласно В. М. Шабалину основан после 1917 года. Впервые упоминается в 1920 году, на тот момент в нем было 20 дворов и 84 жителя. В 1926 году здесь было 26 хозяйств и 94 жителя. В 1968 году было 85 хозяйств и 378 жителей.

## География
Разъезд Пихтач расположен в северной части Кемеровской области и находится на берегу реки Поперечная.
Уличная сеть не развита.
Климат
резко континентальный. Зима морозная, длительная, а лето короткое.

## Население
| 2010 |
| ---- |
| 13   |

Национальный состав
Согласно результатам переписи 2002 года, в национальной структуре населения русские составляли 96 % от общей численности населения в  48 жителей.

## Инфраструктура
В посёлке имеется одноимённый разъезд (бывшая железнодорожная станция) Пихтач на Транссибирской магистрали.

## Транспорт
Железнодорожный транспорт.